# Haggölen (Skedevi socken, Östergötland)
Haggölen är en sjö i Finspångs kommun i Östergötland och ingår i Nyköpingsåns huvudavrinningsområde.